# Леженьский, Цезарий
Цезарий Леженьский (пол. Cezary Leżeński; 6 января 1930 года, Познань — 5 декабря 2006 года, Варшава) — польский писатель и журналист, доктор гуманитарных наук, подполковник Войска Польского, автор более 30 книг, в том числе для детей и подростков.
Происходил из шляхетского рода Леженьских герба Наленч и выступал также под псевдонимом Ежи Наленч (пол. Jerzy Nałęcz). Подростком входил в подпольную организацию «Серые шеренги», участвовал в Варшавском восстании 1944 года. Участвовал вместе с родителями в спасении еврейской семьи Хеннер, за что ему было присвоено почётное звание праведника народов мира.
Окончил отделение филологии и журналистики Ягеллонского университета в Кракове (1952).
В 1969—1981 гг. главный редактор ежедневной вечерней газеты Kurier Polski.
В 1976—1981 гг. он был председателем, а затем с 1992 г. и до конца жизни канцлером Международного Капитула Ордена Улыбки. Орден Улыбки после его выступления на пленарном заседании ООН в Нью-Йорке был признан единственной международной детской наградой. В 1998—2006 годах он был президентом Польской федерации Международного смешанного масонского ордена Le Droit Humain.

## Награды
- Командорский крест со звездой ордена Polonia Restituta (15 июля 1997 г. № 138-97-1)
- Командорский крест ордена Polonia Restituta (1980 г.) [2]
- Рыцарский крест ордена Polonia Restituta (1972 г.) [3]
- Крест Доблести (1944 г., сертифицирован Министерством национальной обороны DK-7143 / w, объявлено в Личном журнале Министерства национальной обороны — Лондон 4 ноября 1949 г.)
- Партизанский крест (12 октября 1966 г., № К-22807)
- Серебряный крест за заслуги с мечами (Приказ командующего АК 512/ВР от 2 октября 1944 г. — Лондон, 30 декабря 1949 г. № 32728)
- Крест Армии Крайовой (Лондон, 30 августа 1967 г., № 1633)
- Крест Варшавского восстания (18 января 1982 г. № 2-82-67 К.)
- Армейская медаль (Лондон, 10 июня 1970 г., № 16493).
- Золотая медаль «За заслуги перед Отечеством» (Постановление № 49 / Кадры Министерства национальной обороны от 5 апреля 2005 г. № 49-2005-29)
- Медаль Комиссии народного просвещения (25 октября 1977 г., № 1979).
- Крест «За заслуги перед ЖП» (22 мая 1986 г. № 581) и розетка — Мечи к Кресту за заслуги перед ЖП (за Серые чины)
- Орден Улыбки (21 марта 1979 г., № 204).
- Знак «Заслуженный деятель культуры» (27 ноября 1995 г., № 855-11/95).
- За заслуги перед столицей Варшавой (21 апреля 2002 г., № 158)
- Знак Ветеран борьбы за независимость (06.10.1995, № 248202/32)
- Детская премия «Сердца»
- Знак «Друг беспризорников» (2002 г.)
- Премия Австралийской Полонии «POLCUL»
- Литературная премия Густав Морчинек
- «Книжный хит» по роману Ярек и Марек защищает Варшаву
- Звания почетного гражданина: Новый Орлеан , Израиль , Новы-Двур-Мазовецкий .
- Праведник народов мира (2001)